# Albrecht Hornbach

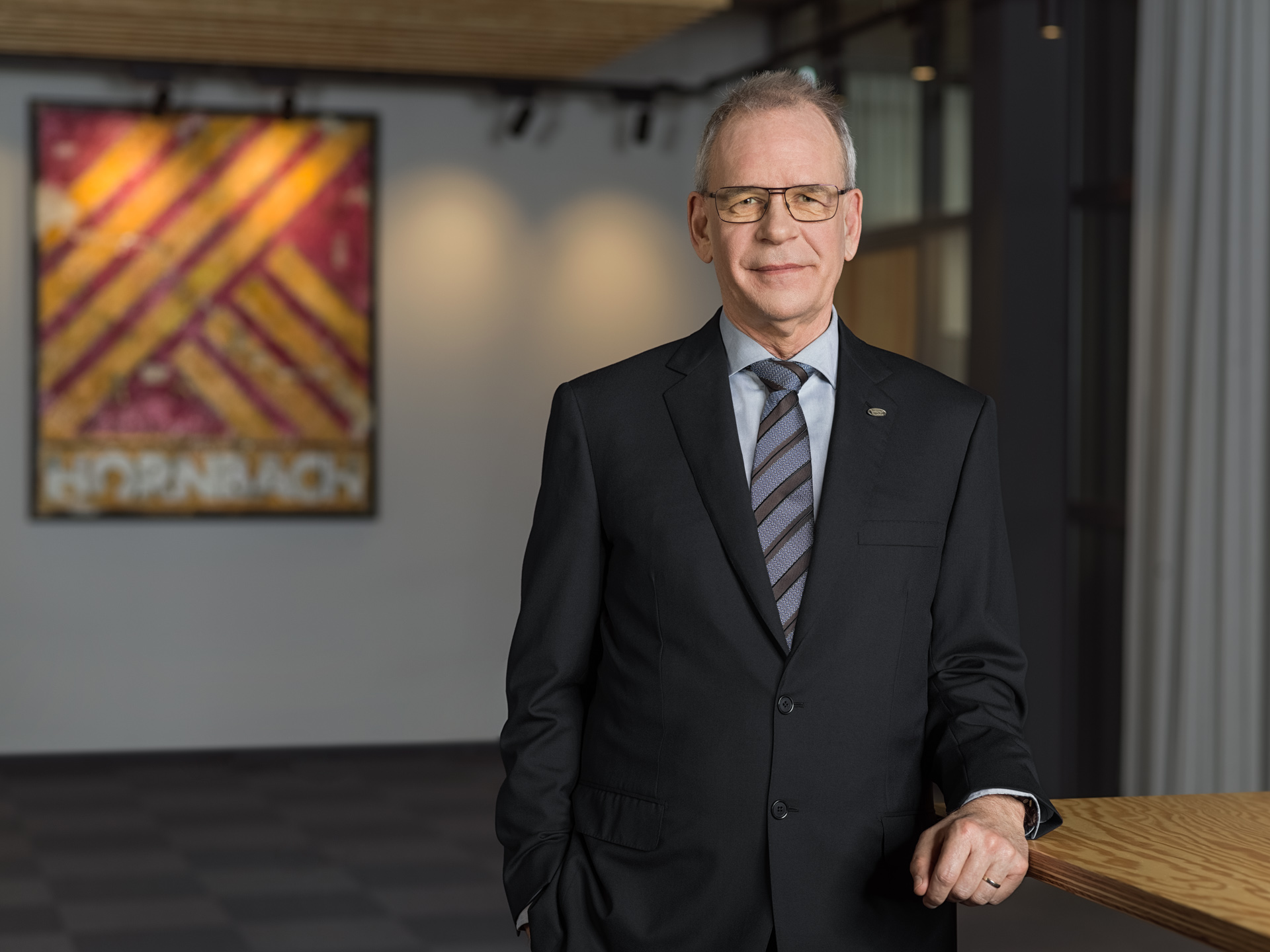
Albrecht Hornbach 2022

Albrecht Hornbach (* 24. Oktober 1954 in Landau) ist ein deutscher Unternehmer.

## Leben
Sein Vater Otmar Hornbach (1930–2014) eröffnete 1968, als Albrecht 13 Jahre alt war, in Bornheim (Pfalz) den ersten kombinierten Bau- und Gartenmarkt Europas. Albrecht Hornbach studierte an der Universität Karlsruhe, wo er im Jahr 1980 als Diplomingenieur seinen Abschluss machte. 1991 trat er in die Hornbach Baumarkt AG ein und übernahm dort die Leitung der Bauabteilung.  Von 1998 bis 2001 war er Vorstandsvorsitzender der Hornbach Baumarkt AG, von 2001 bis 2014 Vorstandsvorsitzender der Hornbach Holding AG. Seit 2009 ist Albrecht Hornbach Vorsitzender des Aufsichtsrats der Hornbach Baumarkt AG und seit 2015 Vorstandsvorsitzender der Hornbach Management AG, der – seit dem zeitgleich vollzogenen Rechtsformwechsel – persönlich haftenden Gesellschafterin der Hornbach Holding AG & Co. KGaA.
Ehrenamtlich ist Albrecht Hornbach unter anderem Mitglied im Vorstand des Vereins Zukunft Metropolregion Rhein-Neckar, Präsident der IHK Pfalz und Vorsitzender des Hochschulrats der Rheinland-Pfälzischen Technischen Universität Kaiserslautern-Landau. Seit 2011 ist er außerdem Honorarkonsul Rumäniens für die Bundesländer Nordrhein-Westfalen, Rheinland-Pfalz und Saarland. 2017 wurde er zum Honorargeneralkonsul von Rumänien für die gleichen Konsularbezirke ernannt.    
Für sein unternehmerisches und ehrenamtliches Wirken wurde Albrecht Hornbach im Dezember 2014 das Bundesverdienstkreuz am Bande verliehen.  Seine „außerordentliche unternehmerische Leistung“ würdigte der Handelsverband Deutschland (HDE) im November 2021 mit der Verleihung des Lifetime-Awards.  

## Familie
Albrecht Hornbach ist verheiratet und hat vier Kinder.  

## Ehrenämter
- Präsident der Industrie- und Handelskammer für die Pfalz (seit 2015)
- Honorargeneralkonsul von Rumänien für die Bundesländer Rheinland-Pfalz, Nordrhein-Westfalen und Saarland
- Vorsitzender des Hochschulrats der Rheinland-Pfälzischen Technischen Universität Kaiserslautern-Landau
- Mitglied des Vorstands des Vereins Zukunft Metropolregion Rhein-Neckar
- Mitglied des Handelsausschusses des Deutschen Industrie- und Handelskammertages

## Auszeichnungen
- Bundesverdienstkreuz am Bande
- Deutscher Handelspreis: Lifetime-Award des Handelsverbandes Deutschland
- Ehrenplakette der Stadt Landau in der Pfalz[12]
- Ehrensenator der Universität Mannheim[13]